# 亚洲基础设施投资银行成员

亚洲基础设施投资银行签约国和正式批准的成员国
域内签约国
域内正式成员国
域外签约国
域外正式成员国

亚洲基础设施投资银行成员介绍亚洲基础设施投资银行成员的缔约情况，以及其他国家和地区对亚洲基础设施投资银行的态度。
亚投行创始成员共有57个，其中域内国家37个、域外国家20个。亚投行一般成员共有43个。

## 成員列表
截止2023年9月28日，亚投行成员國共有110个，其中域内国家48个、域外国家46个，簽約國16個。创始成员國共有57个，其中域内国家37个、域外国家20个。
以下列出亞投行各成員、參與日期、股份及投票權。
粗體表示創始成員國
| 國家／地區                 | 意向創始成員國                             | 簽署            | 成為正式成員    | 股份（百萬美元） | 投票權（票數） |
| -------------------------- | ------------------------------------------ | --------------- | --------------- | ---------------- | -------------- |
| 阿富汗                     |                                            |                 | 2017年10月13日  | 86.6             | 1,976          |
| 阿尔及利亚                 |                                            |                 | 2019年12月27日  | 5.0              | 1,506          |
| 阿根廷                     |                                            |                 | 2021年3月30日   | 5.0              | 1,506          |
| 亞美尼亞                   |                                            |                 |                 |                  |                |
|                            | 2015年4月3日                               | 2015年6月29日   | 2015年12月25日  | 3,691.2          | 38,968         |
| 奥地利                     | 2015年4月11日                              | 2015年6月29日   | 2015年12月25日  | 500.8            | 7,064          |
|                            | 2015年4月15日                              | 2015年6月29日   | 2016年6月24日   | 254.1            | 4,597          |
| 巴林                       |                                            |                 | 2018年8月24日   | 103.6            | 2,492          |
| [ a ]                      | 2014年10月24日                             | 2015年6月29日   | 2016年3月22日   | 660.5            | 8,661          |
| 白俄羅斯                   |                                            |                 | 2019年1月17日   | 64.1             | 2,097          |
| 比利时                     |                                            |                 | 2019年7月12日   | 284.6            | 4,302          |
|                            |                                            |                 | 2020年5月25日   | 5.0              | 1,506          |
| 玻利维亚                   |                                            |                 |                 |                  |                |
| 巴西                       | 2015年4月12日                              | 2015年6月29日   | 2020年11月2日   | 5.0              | 2,106          |
| [ a ]                      | 2014年10月24日                             | 2015年6月29日   | 2015年12月25日  | 52.4             | 2,580          |
| 柬埔寨                     | 2014年10月24日                             | 2015年6月29日   | 2016年5月17日   | 62.3             | 2,679          |
| 加拿大                     |                                            |                 | 2018年3月19日   | 995.4            | 9,419          |
| 智利                       |                                            |                 | 2021年7月2日    | 10.0             | 1,556          |
| 中國                       | 2014年10月24日                             | 2015年6月29日   | 2015年12月25日  | 29,780.4         | 299,860        |
| 庫克群島                   |                                            |                 | 2020年6月1日    | 0.5              | 1,461          |
|                            |                                            |                 | 2020年2月26日   | 5.0              | 1,506          |
|                            |                                            |                 | 2021年12月17日  | 5.0              | 1,506          |
| 賽普勒斯                   |                                            |                 | 2018年6月25日   | 20.0             | 1,656          |
| 丹麦                       | 2015年4月12日                              | 2015年10月27日  | 2016年1月15日   | 369.5            | 5,751          |
|                            |                                            |                 |                 |                  |                |
|                            |                                            |                 | 2019年11月1日   | 5.0              | 1,506          |
| 埃及                       | 2015年4月14日                              | 2015年6月29日   | 2016年8月4日    | 650.5            | 8,561          |
| 薩爾瓦多                   |                                            |                 |                 |                  |                |
| 衣索比亞                   |                                            |                 | 2017年5月13日   | 45.8             | 1,822          |
| 斐济                       |                                            |                 | 2017年12月11日  | 12.5             | 1,581          |
| 芬兰                       | 2015年4月12日                              | 2015年6月29日   | 2016年1月7日    | 310.3            | 5,159          |
| 法國                       | 2015年4月2日                               | 2015年6月29日   | 2016年6月16日   | 3,375.6          | 35,812         |
|                            | 2015年4月12日                              | 2015年6月29日   | 2015年12月25日  | 53.9             | 2,595          |
| 德国                       | 2015年4月1日                               | 2015年6月29日   | 2015年12月25日  | 4,484.2          | 46,898         |
|                            |                                            |                 | 2020年2月21日   | 5.0              | 1,486          |
| 希腊                       |                                            |                 | 2019年8月20日   | 10.0             | 1,556          |
| 几内亚                     |                                            |                 | 2019年7月13日   | 5.0              | 1,476          |
| 中國香港                   |                                            |                 | 2017年6月7日    | 765.1            | 9,107          |
| 匈牙利                     |                                            |                 | 2017年6月16日   | 100.0            | 2,456          |
| 冰島                       | 2015年4月15日                              | 2015年6月29日   | 2016年3月4日    | 17.6             | 2,232          |
| 印度                       | 2014年10月24日                             | 2015年6月29日   | 2016年1月11日   | 8,367.3          | 85,729         |
| 印度尼西亞                 | 2014年11月25日                             | 2015年6月29日   | 2016年1月14日   | 3,360.7          | 35,663         |
| 伊朗                       | 2015年4月7日                               | 2015年6月29日   | 2017年1月16日   | 1,580.8          | 11,541         |
| 伊拉克                     |                                            |                 | 2022年8月4日    | 25.0             | 1,706          |
| 愛爾蘭                     |                                            |                 | 2017年10月23日  | 131.3            | 2,769          |
| 以色列                     | 2015年4月15日                              | 2015年6月29日   | 2016年1月15日   | 749.9            | 9,555          |
| 義大利                     | 2015年4月2日                               | 2015年6月29日   | 2016年7月13日   | 2,571.8          | 27,774         |
| 约旦                       | 2015年2月7日                               | 2015年6月29日   | 2015年12月25日  | 119.2            | 3,248          |
| [ a ]                      | 2014年10月24日                             | 2015年6月29日   | 2016年4月18日   | 729.3            | 9,349          |
|                            |                                            |                 |                 |                  |                |
|                            | 2015年4月11日                              | 2015年6月29日   | 2015年12月25日  | 3,738.7          | 39,443         |
| 科威特                     | 2014年10月24日                             | 2015年12月4日   |                 |                  |                |
|                            | 2015年4月9日                               | 2015年6月29日   | 2016年4月11日   | 26.8             | 2,217          |
| [ a ]                      | 2014年10月24日                             | 2015年6月29日   | 2016年1月15日   | 43.0             | 2,486          |
| 黎巴嫩                     |                                            |                 |                 |                  |                |
| 利比里亚                   |                                            |                 | 2021年1月4日    | 5.0              | 1,496          |
| 利比亞                     |                                            |                 | 2023年9月12日   | 52.6             | 1,982          |
| 盧森堡                     | 2015年3月27日                              | 2015年6月29日   | 2015年12月25日  | 69.7             | 2,753          |
| 马达加斯加                 |                                            |                 | 2018年6月25日   | 5.0              | 1,506          |
| 马来西亚                   | 2014年10月24日                             | 2015年8月21日   | 2017年3月27日   | 109.5            | 3,151          |
| 馬爾地夫                   | 2014年12月31日                             | 2015年6月29日   | 2016年1月4日    | 7.2              | 2,128          |
| 馬爾他                     | 2015年4月9日                               | 2015年6月29日   | 2016年1月7日    | 13.6             | 2,192          |
| 毛里塔尼亚                 |                                            |                 |                 |                  |                |
| 蒙古国                     | 2014年10月24日                             | 2015年6月29日   | 2015年12月25日  | 41.1             | 2,467          |
| 摩洛哥                     |                                            |                 | 2022年5月4日    | 5.0              | 1,506          |
| 緬甸                       | 2014年10月24日                             | 2015年6月29日   | 2015年12月25日  | 264.5            | 4,172          |
| 尼泊尔                     | 2014年10月24日                             | 2015年6月29日   | 2016年1月13日   | 80.9             | 2,865          |
| 荷蘭                       | 2015年4月12日                              | 2015年6月29日   | 2015年12月25日  | 1,031.3          | 12,369         |
| 新西兰                     | 2015年1月5日                               | 2015年6月29日   | 2015年12月25日  | 461.5            | 6,671          |
| 奈及利亞                   |                                            |                 |                 |                  |                |
| 挪威                       | 2015年4月14日                              | 2015年6月29日   | 2015年12月25日  | 550.6            | 7,562          |
| 阿曼                       | 2014年10月24日                             | 2015年6月29日   | 2016年6月21日   | 259.2            | 4,648          |
| 巴基斯坦                   | 2014年10月24日                             | 2015年6月29日   | 2015年12月25日  | 1,034.1          | 12,397         |
|                            |                                            |                 |                 |                  |                |
| 秘魯                       |                                            |                 | 2022年1月14日   | 154.6            | 3,002          |
| 菲律賓                     | 2014年10月24日                             | 2015年12月31日  | 2016年12月28日  | 979.1            | 11,847         |
| 波蘭                       | 2015年4月15日                              | 2015年10月9日   | 2016年6月15日   | 831.8            | 10,374         |
| 葡萄牙                     | 2015年4月15日                              | 2015年6月29日   | 2017年2月8日    | 65.0             | 2,706          |
| [ a ]                      | 2014年10月24日                             | 2015年6月29日   | 2016年6月24日   | 604.4            | 8,100          |
| 羅馬尼亞                   |                                            |                 | 2018年12月28日  | 153.0            | 2,986          |
| 俄羅斯                     | 2015年4月14日                              | 2015年6月29日   | 2015年12月28日  | 6,536.2          | 67,418         |
| 卢旺达                     |                                            |                 | 2020年4月16日   | 5.0              | 1,496          |
| 萨摩亚                     |                                            |                 | 2018年4月3日    | 2.1              | 1,477          |
| 沙烏地阿拉伯               | 2015年1月13日                              | 2015年6月29日   | 2016年2月19日   | 2,544.6          | 27,502         |
| 塞内加尔                   |                                            |                 |                 |                  |                |
| 塞爾維亞                   |                                            |                 | 2019年8月15日   | 5.0              | 1,506          |
| 新加坡                     | 2014年10月24日                             | 2015年6月29日   | 2015年12月25日  | 250.0            | 4,556          |
| 所罗门群岛                 |                                            |                 |                 |                  |                |
| 南非                       | 2015年4月15日                              | 2015年12月3日   |                 |                  |                |
| 西班牙                     | 2015年4月11日                              | 2015年6月29日   | 2017年12月15日  | 1,761.5          | 19,671         |
| 斯里蘭卡                   | 2014年10月24日                             | 2015年6月29日   | 2016年6月22日   | 269.0            | 4,746          |
| 苏丹                       |                                            |                 | 2018年9月13日   | 59.0             | 1,578          |
| 瑞典                       | 2015年4月15日                              | 2015年6月29日   | 2016年6月23日   | 630.0            | 8,356          |
| 瑞士                       | 2015年3月28日                              | 2015年6月29日   | 2016年4月25日   | 706.4            | 9,120          |
|                            | 2015年1月13日                              | 2015年6月29日   | 2016年1月16日   | 30.9             | 2,365          |
| 坦桑尼亚                   |                                            |                 |                 |                  |                |
| 泰國                       | 2014年10月24日                             | 2015年10月1日   | 2016年6月20日   | 1,427.5          | 16,331         |
| 东帝汶                     |                                            |                 | 2017年11月22日  | 16.0             | 1,616          |
| 多哥                       |                                            |                 |                 |                  |                |
|                            |                                            |                 | 2021年1月5日    | 1.2              | 1,468          |
| 突尼西亞                   |                                            |                 | 2022年4月29日   | 5.0              | 1,506          |
| 土耳其                     | 2015年4月10日                              | 2015年6月29日   | 2016年1月15日   | 2,609.9          | 28,155         |
| 阿联酋                     | 2015年4月5日                               | 2015年6月29日   | 2016年1月15日   | 1,185.7          | 13,913         |
| 大不列颠及北爱尔兰联合王国 | 2015年3月28日                              | 2015年6月29日   | 2015年12月25日  | 3,054.7          | 32,603         |
| 乌拉圭                     |                                            |                 | 2020年4月28日   | 5.0              | 1,506          |
| [ a ]                      | 2014年10月24日                             | 2015年6月29日   | 2016年11月30日  | 219.8            | 4,254          |
| [ a ]                      |                                            |                 | 2018年3月6日    | 0.5              | 1,461          |
| 委內瑞拉                   |                                            |                 |                 |                  |                |
| 越南                       | 2014年10月24日                             | 2015年6月29日   | 2016年4月11日   | 663.3            | 8,689          |
| 瑙魯                       |                                            |                 | 2024年9月26日   |                  |                |
| 未分配股份                 |                                            |                 |                 | 1,844.7          |                |
| 總數                       | 110 48個域內國家 46個域外國家 16個簽約國家 | 109 100.00%股份 | 109 100.00%股份 | 97,017.3         | 1,128,655      |

## 各方對亞投行的態度

### 英國
2015年3月12日，英国申请成为意向创始成员国，成为首个歐洲国家、西方国家及政經大國，具有指標性的示範作用，也因而遭到美国罕見地批評。即使如此，法國、意大利和德國等重量級國家卻依然相繼跟進。在英国申請以后，作为西太平洋地区重要经济体和美国的重要盟友- 韓國、日本与澳大利亚便备受关注。
2015年4月8日，《财经》报道指出，相比起来，对中国来说，英国的加入并没有那么出人意料。一位与英国政府接近的消息人士表示，双方的接触至少開始於2014年夏天，其后在中华人民共和国国务院总理李克强、副总理马凯访问英国期间都有更多的沟通。据了解，中国对英国的加入一直保持乐观判斷，认为从双边关系综合考虑，英国是最有可能第一个加入的欧洲国家。

### 中华人民共和国香港特别行政区
2014年12月，香港特別行政區政府向中央政府提出加入亚投行的意愿並獲得正面反应。中央政府正与其他意向创始成员國商讨成立亚投行的各项细节。香港特区政府财经事务及库务局长陈家强表示，特区政府已提交加入的意向书。
2015年3月29日，财经事务及库务局副局长刘怡翔代表香港加入中国代表团，出席29至31日在哈薩克阿拉木图举行的筹建亚投行第三次谈判代表会议，参与拟定章程。当筹备工作完成后，便可确定香港是否以某种形式参与。
2015年6月29日，已开始签署的《亚投行协议》上香港政府未获得独立成员身份、股份或投票权。在北京以中国代表团成员身份出席签署仪式的香港财政司司长曾俊华表示，因程序复杂，香港参与亚投行的名义和方式仍有待商讨。据悉，在亚投行成立后，才会处理香港加入的程序。不过亚投行协议已留有空间，可以让香港等非主权地区可用非主权成员名义加入，故香港虽不能成为始创成员，将来仍能以单独身份参加。香港特区政府消息人士形容，香港将来在亚投行的地位，会类似香港在世贸组织（WTO）的地位。香港加入亚投行成为会员，也需要出资，但金额估计有限，因为目前有多个国家地区排队加入，会摊薄股本，故相信香港分到的股权极少，投票权也不高。

### 日本
2014年5月4日，《朝日新聞》報導，日本方面并未收到参加与否的联络，並分析指出，中国主导设立亞投行是为了对抗由日本主导的亚洲开发银行，扩大中國在东南亚的经济影响力。增长显著的亚洲每年需要約8,000亿美元的基础设施投资，通过对加盟国融资，中国企业在亚洲基础设施领域的关联影响将可能进一步增强。《日本經濟新聞》也分析认为，中国提出设立亞投行的目的，表面上是进一步完善亚洲开发银行的作用，但由于历届行长都由日本人担任，因而中國有以此与其对抗的意图。
2015年3月17日，在英国加入亚投行后，日本多次重申其“慎重态度”，表示不加入。
2015年3月20日，《雪梨晨鋒報》報導，日本首次表示不排除加入亞投行。但是在申请截止前一天，即3月31日，外务大臣岸田文雄表示关于6月之前加入的报道不实，并不对当日是加入亚投行的最后期限感到困扰。内阁官房长官菅义伟也表示，日本此时此刻“不可能”加入，並言中国尚未就各种亚投行的问题作出清晰解释。
2015年4月9日，副首相兼财务大臣麻生太郎在会见记者时，罕见地用10分钟时间解释了日本暂不加入亚投行的原因，并否认了传说中日本将于6月加入的消息。麻生太郎表示，日本不加入的主要原因在于担忧债务违约风险，而中國对日本的疑问完全不予解答，故不能加入亚投行。
2015年4月20日，日本首相安倍晋三在电视訪問中表示，将在七大工業國組織峰会上讨论亚投行事宜，在仍有疑虑的情况下，加入不是好事。安倍还說，准备在印尼和中華人民共和國主席习近平会晤。对于亚投行，适当的管理很重要，若日本加入，将意味着一笔较大规模的投资。其他G7国家也有类似的担忧，将在峰会上讨论亚投行的问题，即使不加入，也能影响亚投行。此前据彭博社获得的文件显示，日本政府估计如果加入由中国主导的亚投行，日本将在该行获得14.7%的股份，是第二大股东，仅次于持股28.5%的中国。
2015年5月22日，安倍晋三21日在东京表示，将在未来五年为亚洲提供“高质量的基础设施投资”，规模达1,110亿美元。包括提高亚洲开发银行的贷款额度，以及日本政府提供的日圆贷款额度。安倍說，“我们需要将创新带到亚洲的每一个角落，亚洲容不下廉价的、低质量的投资。通过自有的融资渠道，将亚行的贷款额度提高50%。並支持将亚行现有的1,530亿美元的法定資本进一步提高。”安倍对中国主导的亚投行只字未提，但日本此举仍被视为对中国在亚洲扩大投资而提升影响力的一次反击。
2017年上半年，日本官方频频向中国及其主导的亚投行示好。日本共同社于五月报道称，日本首相安倍晋三在BSJapan电视节目中就加入亚洲基础设施投资银行一事表态称，“一些疑惑点消除之后，愿积极探讨日本加入亚投行”。5月17日，日本自民党干事长二阶俊博代表日本政府前往北京市会见中国国家主席习近平，并率先向习近平主席呈上了安倍晋三的首相的亲笔信以示友好。二阶本人在4月下旬接受媒体采访时即表示日本“有可能”加入亚投行，而在参加中国“一带一路”国际合作高峰论坛期间，二阶又积极表示“日本政府应该早日下决心加入亚投行”。

### 朝鲜
2015年3月31日，鳳凰財經根据俄羅斯衛星廣播電台报道，朝鲜曾表示愿意加入亞投行，但因無法提供其經濟和金融市场狀況的詳細信息 - 而这是加入的必要条件之一，所以被中國拒绝。援引中国外交界人士說，朝鲜驻北京大使馆的高级官员在2月表达了加入亚投行的意愿，但中國的拒绝毫无回旋余地。中華人民共和國外交部例行记者会上，发言人华春莹就此问题表示不知情。
2015年7月2日，日本《共同社》报道，朝鲜智库“社会科学院经济研究所”的所长金哲2日在平壤接受共同社采访时表示，朝鲜对加入由中国主导的亚洲基础设施投资银行（AIIB）“抱有兴趣”。朝鲜迄今未就亚投行正式做出表态。金哲表达了其个人看法，认为国际社会对亚投行的关注“显示出了由美国主导的国际金融体系的脆弱性”。他表示希望亚投行“成为能真正为亚洲经济发展做出贡献的银行”，期待亚投行能有助于促进朝鲜的基建投资、解除由美国主导的对朝金融制裁。

### 中華民國
2015年3月28日，在博鳌亚洲论坛2015年年会正式开幕前，中国共产党中央委员会总书记习近平和兩岸共同市場基金會荣誉董事长萧万长先行会面，萧万长当面表达台湾希望加入亚投行的意愿，在场作陪的大陆国务院台湾事务办公室（國台辦）主任张志军表示，愿意听取台湾方面意见，并表示加入亚投行“当然有机会”，但尚未接到申请。
2015年3月30日，中華民國總統馬英九召開国安会议並决定申请加入，將交由财政部拟定台湾的参与意向书，经行政院核定后，由行政院大陸委員會（陸委會）请大陆国台办提交亚投行多邊臨時秘书处。次日，台湾改為同時向亚投行多邊臨時秘書处與國台辦递交意向书。有鑑於海峡两岸当前特殊政治关系，台湾所使用的名称受到关注，總統马英九强调台湾将积极参与由中国大陆力推的亚投行，惟需要解决名称问题。中華人民共和國外交部長王毅便表示，台湾加入的名称，将依照国际惯例。3月31日，中華人民共和國外交部例行记者会上，发言人华春莹就关于台湾申请参与，表示应该避免出现“两个中国”、“一中一台”的问题。
2015年3月31日，中國國民黨立委丁守中在立法院質詢行政院院長毛治國時，詢問將用何種名義加入亞投行，毛治國僅回應「中華民國會是最好的選項。」不過丁守中認為，加入亞投行，比加入的名稱重要一千倍，強調加入才是最重要的。
2015年4月1日，台灣民主鬥陣成員吳崢指出，中華人民共和國外交部表示應避免出現「兩個中國」、「一中一台」的問題，而且表明如果台灣要申請加入，就是要按照他們的規則來玩，就是大陸與台灣同屬「一个中国」框架，不是中國國民黨所說的「一中各表」。
2015年4月1日，美國兩架F/A-18黃蜂式戰鬥攻擊機因“機械故障”請求降落台南空軍基地，時值台灣申請加入亞投行的隔天，備受關注甚至陰謀論四起，中華民國外交部長林永樂說，美方評估所有狀況後，認為迫降台南最符合安全考量，並無藉由軍機迫降來傳達政治訊息。
2015年4月13日，国台办证实香港中评社的报道，亚投行多边临时秘书处表示，台湾未能成为意向创始成员，但未来仍可成为新成员。国台办表示，愿意继续听取各方面意见，以妥善解决台湾参与亚投行的问题。相信今后在协商制定章程时，会正面考虑台湾参与的问题，並為台灣以适当名义参与亚投行找到办法。同日，台湾中央通訊社报道，行政院長毛治国率中央银行总裁彭淮南、财政部长張盛和、外交部长林永乐、陆委会主任委員夏立言与行政院秘書長簡太郎拜会立法院院長王金平，王金平并邀朝野立法院党团干部一起到场聆听报告。會後由王金平代表发言表示，台湾希望成为创始成员，现在看来无法落实。创始与普通成员的权利义务完全没分别，只差在创始成员可参与讨论章程，故一致认为台湾应继续争取成为普通成員。
2015年4月18日，中華人民共和國财政部副部长朱光耀在美国华盛顿表示，台湾作为经济体，当然有很大机会作为新成员加入亚投行。至于用什么名称，朱光耀說兩岸仍在协商。並同时表示，亚投行将与世界银行等机构合作推动经济发展。
2015年5月3日，中国国民党主席朱立伦出席两岸经贸文化论坛开幕式中表示，国民党将在“九二共识”基础上持续推动两岸关系向前发展。21世纪是和平跟合作的世纪，经济发展不能局限自己，也不能独善其身。台湾经济和人口规模虽小，但在创新和产品开发上能在中国大陆主导的亚投行、一带一路和东盟提出的区域全面经济伙伴协议（RCEP）中发挥更大作用。
2015年6月30日，財政部表示，身为亞洲開發銀行成员，将争取以此身份申请加入，以各方所能接受的中华台北（Chinese Taipei）名义为底线，不接受“中國臺北”（Taipei,China）等名称。陸委會强调，中華民國是主权国家，亚投行协定中第三条第三款中所提的“不享有主权或无法对自身国际关系行为负责的申请方，应由对其国际关系行为负责的银行成员同意或代其向银行提出加入申请”，与政府申请无关，绝对不适用于中华民国。
2016年4月12日，中華民國財政部部長張盛和表示，因亞投行行長金立群一再表示：「台湾非主權國家，依據亚投行协定第三条第三款之规定，必須藉由中國大陸財政部代為申請，此一規定為全體創始會員國共同決定，並非中國大陸單方面決定」，由於此要求有損台灣尊嚴，拒絕以此方式入亞投行，台灣入亞投行實質破局。

### 美國
2014年6月30日，美国阻挠韩国加入亚投行，並透过美國駐韓大使館向韩国政府通报美国对其加入一事“深感忧虑”，并明确谈到韩国加入亞投行，会导致韩美长久积累下来的友邦互信受到影响。
2014年10月24日，澳聯社報導，美国一直警告澳洲要“小心这个银行”，美國国务卿约翰·克里曾亲自要求澳洲总理托尼·阿博特不要参与。
2015年4月1日，意向創始成員國申請結束，亞投行獲得超出預料的60個國家與地區申請，占世界半數以上人口。美國前國務卿马德琳·奥尔布赖特受訪時認為，美國在此一事件犯下巨大戰略失誤導致威信严重減損，早在中國提出國際貨幣基金組織（IMF）和世界銀行改革案時就應該有警覺世界輿論的變化，並加速通過，然而美國國會卻以杯葛回應，聯邦政府也順勢擺出強硬姿態，幾乎等於掉入陷阱。
2015年4月20日，前美国财政部长亨利·保尔森3月在接受訪問時說道，美國在亞投行的問題上犯了錯誤，應該表達想與中國合作，向亞投行在國際標準上提供想法和支持，以觀察員身份加入也未嘗不可。

### 加拿大
2016年8月31日，加拿大财政部长比尔·莫诺宣布，加拿大将正式申请加入亚投行。莫诺指其尋找為人們創造希望和機會之方法，認為加入亞投行能達成此一目標。
2023年6月14日，於亞投行擔任全球通訊主管的畢加博（英語：Bob Pickard）呈交辭職信，指該銀行由共產黨員主導，並不認為加入亞投行符合我國的利益。加拿大財政部長方慧蘭表示，加拿大政府將立即停止所有政府主導的銀行活動，她已指示財政部立即對提出的指控以及加拿大參與亞投行的情況進行審查，不排除在審查完成後會產生任何結果，並認為民主國家必須清楚威權政府行使影響力的方式。中國駐渥太華大使館回應，「亞投行『由中國共產黨控制』的說法純屬謊言」。